# 러빙 스푼풀
러빈 스푼풀(영어: The Lovin' Spoonful)은 1960년대 중반부터 후반까지 인기를 끌었던 미국의 록 밴드이다. 1965년 뉴욕에서 리드 싱어송라이터 존 세바스천과 기타리스트 잘 야노브스키가 결성하였으며, 〈Summer in the City〉, 〈Do You Believe In Magic〉, 〈Did You Ever have to Make Up Your Mind?〉, 〈Daydream〉과 같은 히트곡을 남겼다. 2000년 로큰롤 명예의 전당에, 2006년에는 보컬 그룹 명예의 전당에 헌액되었다.

## 경력

### 결성 및 초기 (1964~1965)
러빙 스푼풀은 1960년대 초 맨해튼 그리니치빌리지의 포크 음악 신에 그 뿌리를 두고 있었다. 클래식 하모니시스트인 존 세바스천의 아들이었던 존 B. 세버스천은 1950년대부터 1960년대 초까지 그리니치빌리지에서 미국 포크 음악의 부흥과 연관되어 있던 사람들을 포함해 여러 음악가들과 접촉하면서 자랐다. 세바스천은 보헤미안 포크 그룹 머그웜프스로으로 지역 커피 하우스나 작은 클럽에서 음악을 연주하던 기타리스트 잘 야노브스키와 함께 밴드 스푼풀을 결성했다. 당시 머그웜프스에는 이후 마마스 앤 파파스의 멤버가 되는 캐스 엘리엇과 데니 도허티가 속해 있었다. 러빙 스푼풀의 결성 과정은 1967년 마마스 앤 파파스가 발매한 〈Creeque Alley〉의 가사에 설명돼 있다. 밴드의 이름은 블루스 음악가 미시시피 존 허트의 노래 〈Coffee Blues〉의 가사에서 따왔다. 존 세바스천이나 조프 멀더와 같은 당대 신의 인물들은 프리츠 리치몬드가 러빈 스푼풀이라는 이름을 제안했다고 밝혔다.
드러머 잔 칼과 베이시스트 스티브 분이 들어오면서 밴드의 멤버가 완성되었지만, 칼은 그리니치빌리지에 위치한 나이트올(The Night Owl)에서의 공연 이후 드러머 겸 보컬리스트인 조 버틀러로 대체되었다. 당시 버틀러는 킹스멘(The Kinsmen)이라는 그룹에서 분과 함께 연주를 한 적이 있었다. 첫 공연은 구단주가 나가라고 할 정도로 나빴으며, 밴드는 관객들의 관심을 끌 정도로 실력이 될 때까지 인근 호텔의 지하에서 연습하였다.
밴드는 1965년 초 엘렉트라 레코드에서 첫 작품을 만들었고, 원칙적으로 엘렉트라에서 준 1만 달러의 선금의 대가로 장기 계약을 맺기로 하였다. 하지만 카마 수트라 레코드는 이전에 계약한 프로덕션 계약의 일부로 러빙 스푼풀을 아티스트로 계약할 수 있는 옵션이 존재했기에, 엘렉트라의 밴드 계약 의도를 눈치채고 옵션을 행사하였다. 엘렉트라에서 녹음된 4곡의 노래는 카마 수트라에서 밴드가 성공한 후 1966년 컴필레이션 《What's Shakin'》에 실렸다.

## 영향
존 레논이 사용하던 개인용 주크박스에 러빈스푼의 노래 〈Daydream〉이 있었던 것으로 밝혀졌다. 존 세바스천은 이 발견에 대해 레논이 〈Daydream〉을 부르는 것이 담긴 비틀즈 리허설 테이프를 받은 적이 있다고 밝혔다.
폴 매카트니는 〈Good Day Sunshine〉의 전통적인 재즈 느낌이 〈Daydream〉에 정말 아주 잘 어울린다며, 〈Good Day Sunshine〉이 〈Daydream〉과 비슷한 것을 쓰려고 했던 것이라고 밝혔다.
킹크스의 데이브 데이비스는 자신과 형인 레이 데이비스가 러빈 스푼풀을 들었다고 밝히며 "블루스와 컨트리, 포크 음악, 약간의 록 등 많은 음악적 요소를 통합시켰다"고 표현했다.

## 구성원
현재
- 조 버틀러 (1965~1969, 1979, 1991~현재)
- 스티브 분 (1965~1969, 1979, 1991~현재)
- 마이크 아르투리 (1996~현재)
- 필 스미스 (2000~현재)
- 머레이 웨인스톡 (2019~현재)

과거
- 존 세바스천 (1965~1969, 1979, 2000, 2020)
- 잘 야노브스키 (1965~1967, 1979, 2000, 2002년 사망)
- 존 마렐라 (1993~1997)
- 짐 예스터 (1991~1994)
- 레나 예스터 (1993~2000)
- 데이비드 제이코 (1992~1993)
- 랜디 챈스 (1994)
- 제리 예스터 (1967~1969, 1991~2017)
- 잔 칼 (1965)

## 디스코그래피
- Do You Believe in Magic (1965)
- Daydream (1966)
- Hums of the Lovin' Spoonful (1966)
- Everything Playing (1967)
- Revelation: Revolution '69 (1969)